# Корсак, Юлиан
Юлиан Корсак (пол. Juljan Korsak; 13 февраля 1806 или 1807, Слоним, Гродненская губерния, Российская империя — 30 августа 1855, Новогрудок) — польский поэт периода романтизма, переводчик

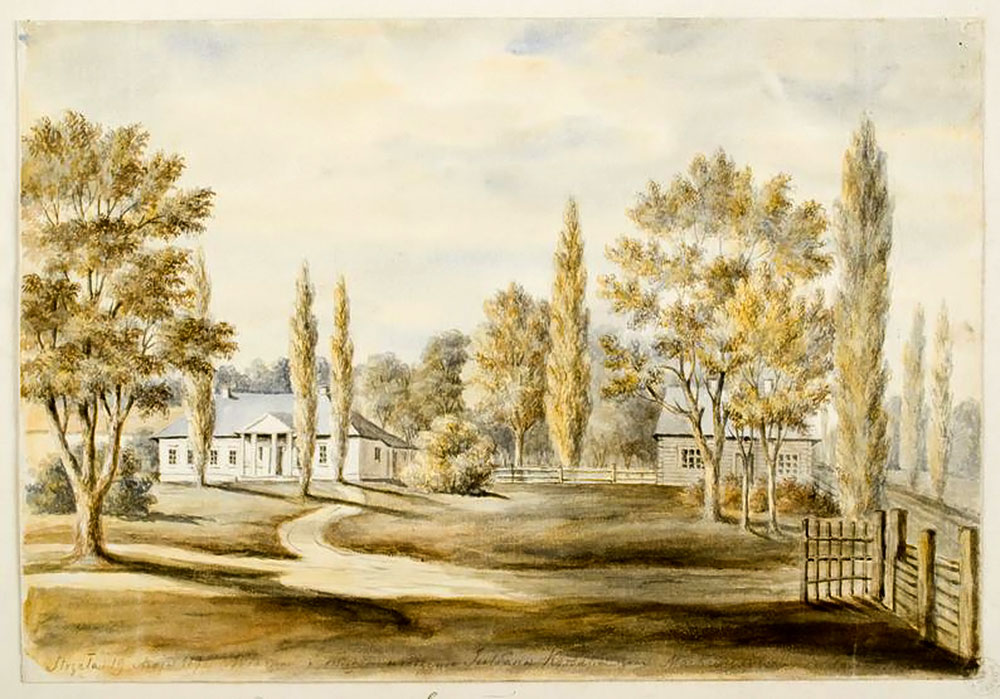
Усадьба Корсаков в Стреле на рисунке Наполеона Орды (1871)

## Биография
Шляхтич герба Лис. В 1823—1826 годах обучался в Виленском университете, где учился вместе с Адамом Мицкевичам и подружился с Александром Ходзько и Антонием Одынцом. В 1823 году был членом поэтического клуба «Касталия». В клуб входили будущий собиратель и переводчик литовских песен Эмерик Станевич и поэт Ян Чечо́т. 
В 1829 году поселился в Санкт-Петербурге. В 1830 году вернулся в своё имение Стрела (ныне Дятловский район Гродненской области Белоруссия). Последние годы жизни жил в Новогрудке.

## Творчество
Писал на польском языке. Автор сборников стихов, повестей в стихах и драм («Poezje» 1830, «Nowe poezje», т. 1-2, 1840), в которых, среди прочего, содержатся работы на белорусские темы: «Неману», «Я (угнетённый)…» и другие.
Под влиянием творчества А. Мицкевича поэт овладел романтическим стилем лирической поэзии, в котором использовал классические и белорусские фольклорные мотивы. Некоторые из его работ относятся к польскому течению байронизма (в том числе и к «Бейрам»).
Занимался переводами на польский язык сочинений Пиндара, Вергилия, Горация, Данте, Ф. Шиллера, Байрона, Шекспира. Его наибольшим поэтическим достижением является первый полный перевод на польский «Божественной комедии» Данте Алигьери.
Отдельные стихи Ю. Корсака («Пилигрим», «Баркарола») были положены на музыку С. Монюшко.

## Избранные сочинения
- Dumanie do Laury
- Melodia irlandzka z Moore’a
- Pielgrzym
- Barkarola
- Bejram
- Kamoens w szpitalu
- Twardowski czarnoksiężnik